# 308 до н. е.
Рік 308 до н. е. був роком часів до юліанського римського календаря. У Римський імперії був відомий як 446 рік від закладення міста Рим). Деномінація 308 до н. е. для позначення цього року, почала існувати із часів раннього середньовіччя, коли для нумерації років в Європі стала популярною календарна ера Anno Domini.

## Події
Почалася Четверта війна діадохів. Птолемей I Сотер відправив військовий флот, який захопив Кілікію, Коринф, Мегару.
Тривала війна між Сіракузами та Карфагеном. Сицилійські війська під проводом Агафокла тримали в облозі місто Карфаген. При цьому полководець карфагенців Бомількар спробував захопити владу в місті та оголосити себе тираном. Переворот не вдався, Бомількара стратили
- Битва у землях зуфонів.

## Народились
- близько 308, Нумерій Фабій Піктор, давньоримський політик
- близько 308, Птолемей II Філадельф, цар Єгипту з династії Птолемеїв

## Померли
- Бомількар, карфагенський полководець, страчений.
- Клеопатра, сестра Олександра Македонського, померла за неясних причин

| рік | Це незавершена стаття про рік. Ви можете допомогти проєкту, виправивши або дописавши її. |